# Trigonoplax longirostris
Trigonoplax longirostris is een krabbensoort uit de familie van de Hymenosomatidae. De wetenschappelijke naam van de soort is voor het eerst geldig gepubliceerd in 1908 door McCulloch.